# Weißgehalt
In der Zellstoff- und Papierindustrie wird der spektrale Reflexionsfaktor bei 457 nm zur Bestimmung des Weißgehaltes oder des Weißegrades verwendet.
Die Papierprobe wird zur Messung mit einer Xenon-Gasentladungslampe beleuchtet, was in etwa der Beleuchtung mit Tageslicht entspricht. Die Wahl des Schwerpunktes der Messung bei 457 nm hat ihre Ursache in der Physiologie des menschlichen Auges. Gegenstände mit identischer Remission bei 457 nm werden je nach Farbstich unterschiedlich wahrgenommen. Ein Gelbstich wirkt 'dunkler' als ein Blaustich. Für den optischen Eindruck von 'weiß' korreliert der Erfolg einer Bleichbehandlung direkt mit der Verminderung des Gelbstichs von Papierrohstoffen, wie Zellstoff oder Holzstoff. Vollständig gebleichte Produkte zeigen ein fast reines 'Weiß', nahezu ohne Gelbstich.
Das Messverfahren ist mehrfach genormt, z. B. nach DIN 53145-1 und -2, TAPPI T452 und T525 oder ISO 2470. Typische Weißgehaltswerte (auch R457 abgekürzt) für Papiersorten sind um 60 % ISO für Zeitungspapier, über 80 % für Kopierpapier und um 90 % für Fotopapier. Bei der Messung mit dem UV-Anteil der Xenon-Lampe sind durch optische Aufheller im Papier auch Werte >100 % Remission möglich.